# NXT Women's Championship
L'NXT Women's Championship è un titolo di wrestling femminile della WWE ed esclusivo del roster di NXT, ed è detenuto da Jacy Jayne del 27 maggio del 2025.

## Storia

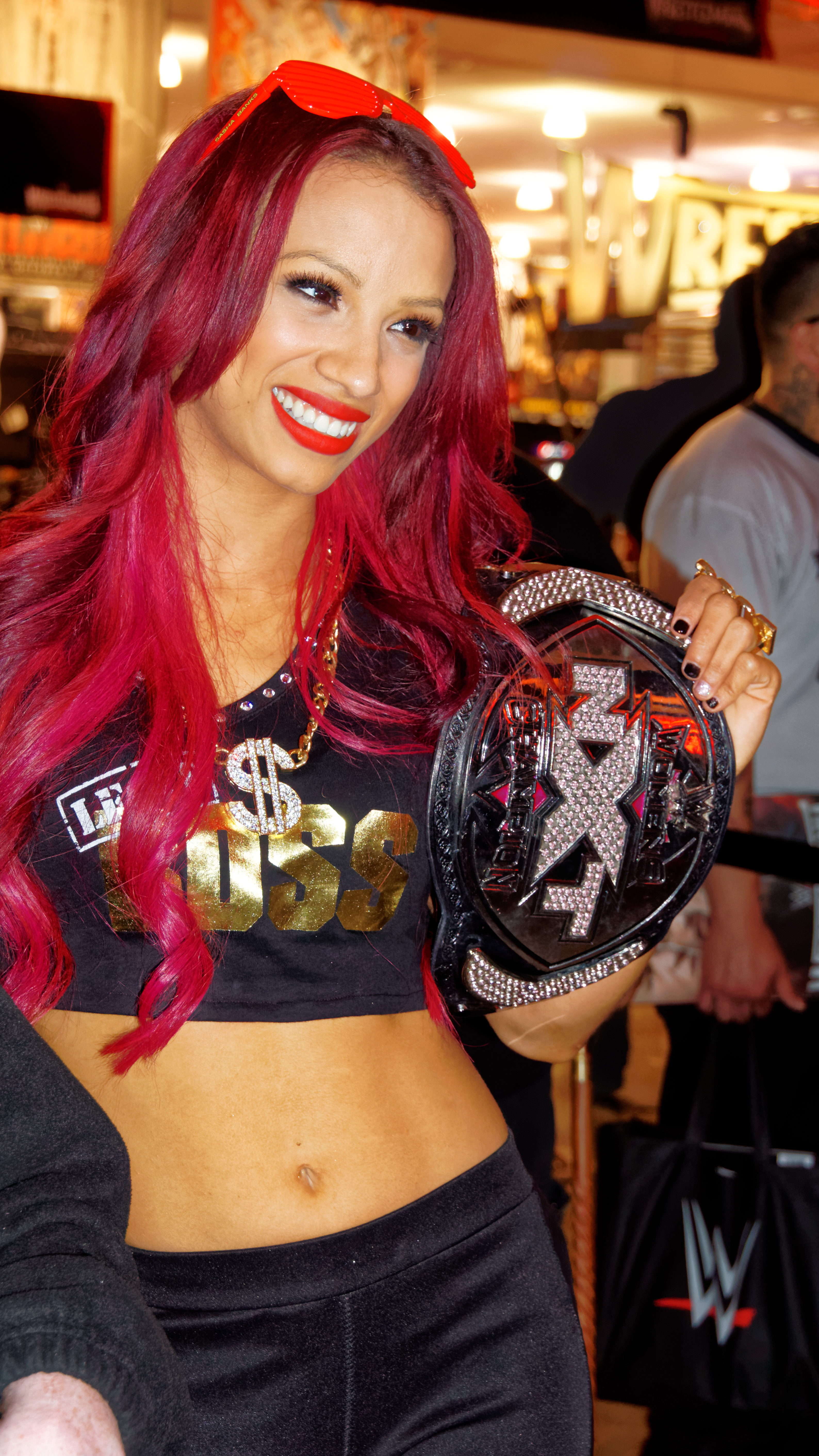
Sasha Banks con la prima versione del titolo (2013–2017)

Il titolo è stato introdotto il 5 aprile 2013 ai WrestleMania Axxess. È stato annunciato il 30 maggio 2013 ai tapings (in onda il 5 giugno) di NXT, da Stephanie McMahon che ci sarebbe stato un torneo, con cinque talenti femminili del roster di sviluppo e tre talenti femminili del roster principale, in competizione per incoronare la prima NXT Women's Champion, in un formato di sistema ad eliminazione diretta. La prima NXT Women's Champion è stata incoronata il 24 luglio 2013, con Paige che ha sconfitto Emma nella finale del torneo.
Paige ha difeso con successo il titolo a NXT Arrival contro Emma, ma il General Manager John "Bradshaw" Layfield l'ha privata del titolo nella puntata di NXT del 24 aprile 2014 per dare alle altre ragazze di NXT un'occasione, in quanto Paige è stata promossa nel roster principale subito dopo aver sconfitto AJ Lee per il Divas Championship nella puntata di Raw del 7 aprile 2014.

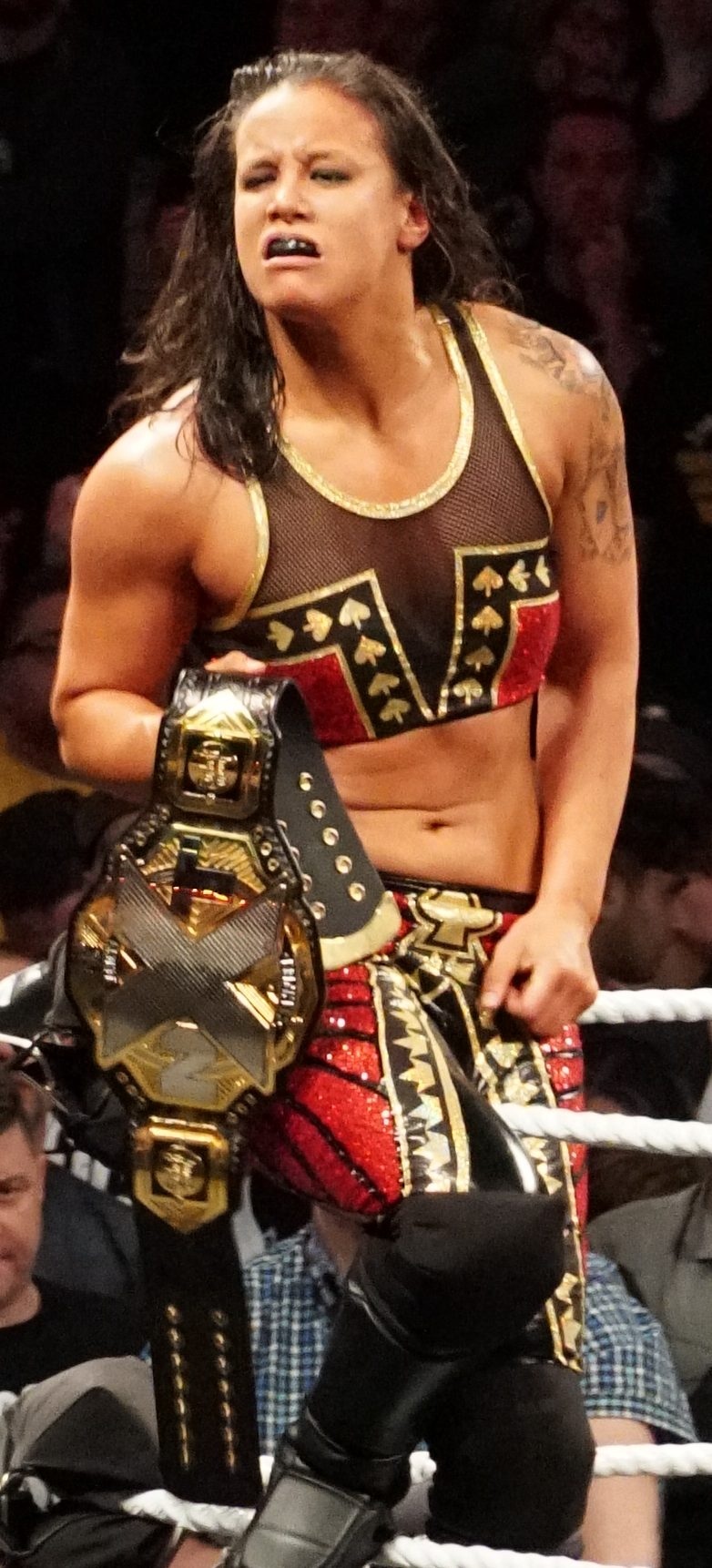
Shayna Baszler con la seconda versione del titolo (2017–2022)

Un nuovo torneo è iniziato la settimana seguente e ha visto Sasha Banks qualificarsi su Bayley, Natalya su Layla, Alexa Bliss su Alicia Fox e Charlotte sull'ex prima sfidante Emma. Nelle semifinali, Natalya ha sconfitto Sasha Banks e Charlotte ha sconfitto Alexa Bliss. A NXT TakeOver, Charlotte ha sconfitto Natalya per vincere il vacante Women's Championship. A NXT TakeOver: Rival, Sasha Banks ha vinto il titolo in un Fatal 4-Way match contro Charlotte, Bayley e Becky Lynch. A NXT TakeOver: Brooklyn, Bayley ha vinto il titolo contro Sasha Banks. A NXT TakeOver: Dallas, Asuka ha vinto il titolo sconfiggendo Bayley. Il 24 agosto 2017 Asuka ha reso il titolo vacante a causa di un infortunio. Il titolo è stato poi riassegnato il 18 novembre 2017 a NXT TakeOver: WarGames in un Fatal 4-Way match tra Ember Moon, Kairi Sane, Nikki Cross e Peyton Royce dove la Moon ha vinto la contesa. La Moon ha poi perso il titolo contro Shayna Baszler il 7 aprile 2018 a NXT TakeOver: New Orleans. La Baslzer è stata successivamente sconfitta e detronizzata da Kairi Sane il 18 agosto a NXT TakeOver: Brooklyn 4. Tuttavia, il 28 ottobre a Evolution, il primo pay-per-view nella storia della WWE dedicato all'intera categoria femminile, la Sane ha perso il titolo contro Shayna Baszler, la quale è diventata la prima atleta a vincere due volte il titolo.
Il 16 febbraio 2020, a NXT TakeOver: Portland, Charlotte Flair, membro del roster di Raw e vincitrice della Royal Rumble femminile dello stesso anno, attaccò la campionessa femminile di NXT Rhea Ripley, sfidandola ufficialmente per WrestleMania 36 con in palio il titolo femminile di NXT (nelle due settimane precedenti, infatti, la Flair aveva ventilato l'opportunità di sfidare la Ripley). Questa, di conseguenza, è stata la prima volta che l'NXT Women's Championship è stato difeso a WrestleMania, e la prima volta che il titolo ha cambiato proprietaria in tale evento, dato che la Flair ha sconfitto la Ripley conquistando per la seconda volta la cintura.
Il 4 settembre, a NXT Worlds Collide, Mandy Rose sconfisse Meiko Satomura, detentrice dell'NXT UK Women's Championship, in un Triple Threat match che comprendeva anche Blair Davenport, unificando il titolo appena vinto con l'NXT Women's Championship.

### Cintura
La prima versione della cintura era in cuoio nero e presentava la placca centrale argentea a forma di esagono (che ricordava un paio di labbra femminili) con al centro il logo di NXT in rosa argenteo mentre sopra di esso era presente la scritta in lettere nere "Women's" e sotto di esso la scritta "Champion". A entrambi i lati della cintura, inoltre, erano presenti due placche a forma di freccia, la prima rosa argentea mentre la seconda semplicemente argentea. Dal 1º aprile 2017 la cintura ha cambiato design: infatti presenta la placca centrale dorata a forma di ennagono con al centro il logo di NXT (con la "X" in evidenza) in oro, sopra di esso il logo della WWE e la scritta "Women's" e in basso la scritta "Champion". Ad entrambi i lati della cintura, inoltre, è presente una placca pentagonale personalizzabile per ogni atleta. Dal 12 aprile 2022 la cintura ha cambiato leggermente design rispetto alla precedente versione: è esattamente identica con la sola eccezione che lo sfondo dietro la scritta "NXT" è multicolore, mentre la cintura è in cuoio bianco. Dal 1º ottobre 2024 il titolo ha cambiato nuovamente design: la cintura è sempre in cuoio bianco, mentre la placca centrale è dorata con un globo nero al centro con la scritta "NXT" in argento al centro.

## Albo d'oro
Statistiche aggiornate al 29 maggio 2025.
| #  | Campionessa      | Regno | Data              | Giorni | Località                 | Evento                        | Note | Fonti         |
| -- | ---------------- | ----- | ----------------- | ------ | ------------------------ | ----------------------------- | --- | ------------- |
| 1  | Paige            | 1     | 20 giugno 2013    | 308    | Winter Park, Florida     | NXT                           | Paige sconfisse Emma nella finale del torneo per l'assegnazione del titolo. | [ 5 ]         |
| —  | Vacante          | —     | 24 aprile 2014    | —      | Baltimora, Maryland      | NXT                           | Reso vacante dal general manager John "Bradshaw" Layfield dopo il passaggio di Paige al main roster. | [ 5 ]         |
| 2  | Charlotte        | 1     | 29 maggio 2014    | 258    | Winter Park, Florida     | NXT TakeOver                  | Charlotte sconfisse Natalya nella finale del torneo per la riassegnazione del titolo. | [ 5 ]         |
| 3  | Sasha Banks      | 1     | 11 febbraio 2015  | 192    | Winter Park, Florida     | NXT TakeOver: Rival           | In un fatal 4-way match che comprendeva anche Bayley e Becky Lynch. | [ 5 ]         |
| 4  | Bayley           | 1     | 22 agosto 2015    | 223    | Brooklyn, New York       | NXT TakeOver: Brooklyn        | |               |
| 5  | Asuka            | 1     | 1º aprile 2016    | 510    | Dallas, Texas            | NXT TakeOver: Dallas          | | [ 5 ]         |
| —  | Vacante          | —     | 24 agosto 2017    | —      | Winter Park, Florida     | NXT                           | Reso vacante a causa di un infortunio di Asuka. In onda il 6 settembre 2017. | [ 6 ]         |
| 6  | Ember Moon       | 1     | 18 novembre 2017  | 140    | Houston, Texas           | NXT TakeOver: WarGames        | Moon sconfisse Kairi Sane, Nikki Cross e Peyton Royce in un fatal 4-way match per la riassegnazione del titolo. | [ 7 ]         |
| 7  | Shayna Baszler   | 1     | 7 aprile 2018     | 133    | New Orleans, Louisiana   | NXT TakeOver: New Orleans     | | [ 8 ]         |
| 8  | Kairi Sane       | 1     | 18 agosto 2018    | 71     | Brooklyn, New York       | NXT TakeOver: Brooklyn 4      | | [ 9 ]         |
| 9  | Shayna Baszler   | 2     | 28 ottobre 2018   | 416    | Uniondale, New York      | Evolution                     | | [ 10 ]        |
| 10 | Rhea Ripley      | 1     | 18 dicembre 2019  | 98     | Winter Park, Florida     | NXT                           | | [ 11 ]        |
| 11 | Charlotte Flair  | 2     | 26 marzo 2020     | 73     | Orlando, Florida         | WrestleMania 36               | In onda il 5 aprile 2020. | [ 3 ]         |
| 12 | Io Shirai        | 1     | 7 giugno 2020     | 304    | Winter Park, Florida     | NXT TakeOver: In Your House   | In un triple threat match che comprendeva anche Rhea Ripley. | [ 12 ]        |
| 13 | Raquel Gonzalez  | 1     | 7 aprile 2021     | 202    | Orlando, Florida         | NXT TakeOver: Stand & Deliver | | [ 13 ]        |
| 14 | Mandy Rose       | 1     | 26 ottobre 2021   | 413    | Orlando, Florida         | NXT Halloween Havoc           | In un trick or street fight. Il 4 settembre, a NXT Worlds Collide, Rose sconfisse Meiko Satomura, detentrice dell'NXT UK Women's Championship, in un triple threat match che comprendeva anche Blair Davenport unificando i titoli. | [ 14 ] [ 15 ] |
| 15 | Roxanne Perez    | 1     | 13 dicembre 2022  | 109    | Orlando, Florida         | NXT                           | | [ 16 ]        |
| 16 | Indi Hartwell    | 1     | 1º aprile 2023    | 31     | Los Angeles, California  | NXT Stand & Deliver           | In un ladder match che comprendeva anche Gigi Dolin, Lyra Valkyria, Tiffany Stratton e Zoey Stark. | [ 17 ]        |
| —  | Vacante          | —     | 2 maggio 2023     | —      | —                        | —                             | Reso vacante dopo il passaggio di Hartwell a Raw e un infortunio al ginocchio destro. | [ 18 ]        |
| 17 | Tiffany Stratton | 1     | 28 maggio 2023    | 107    | Lowell, Massachusetts    | NXT Battleground              | Stratton sconfisse Lyra Valkyria nella finale del torneo per la riassegnazione del titolo. | [ 19 ]        |
| 18 | Becky Lynch      | 1     | 12 settembre 2023 | 42     | Orlando, Florida         | NXT                           | | [ 20 ]        |
| 19 | Lyra Valkyria    | 1     | 24 ottobre 2023   | 165    | Orlando, Florida         | NXT Halloween Havoc           | | [ 21 ]        |
| 20 | Roxanne Perez    | 2     | 6 aprile 2024     | 276    | Filadelfia, Pennsylvania | NXT Stand & Deliver           | | [ 22 ]        |
| 21 | Giulia           | 1     | 7 gennaio 2025    | 63     | Los Angeles, California  | NXT New Year's Evil           | | [ 23 ]        |
| 22 | Stephanie Vaquer | 1     | 11 marzo 2025     | 77     | New York City, New York  | NXT Roadblock                 | In un winner takes all match con in palio anche l'NXT Women's North American Championship. | [ 24 ]        |
| 23 | Jacy Jayne       | 1     | 28 maggio 2025    | 2+     | Orlando, Florida         | NXT                           | | [ 25 ]        |